# Оксамитова акула
Оксамитова акула (Centroscymnus) — рід акул родини Сплячі акули. Має 3 види. Інша назва «білоока акула».

## Опис
Загальна довжина досягає 1,2 м. Голова невелика порівняно з тулубом. Морда загострена, дещо сплощена. Рот невеликий, вузький. Зуби на верхній щелепі вузькі без зубців, на нижній - гострі, зчеплені між собою. Очі маленькі, опуклі. Тулуб вкрито світлолюмінісцентними фотофорами. На спині присутні 2 плавця. В основі спинних плавців є малопомітні і іноді зовсім непомітні шипи. Анальний плавець відсутній. У краю верхньої лопаті хвостового плавця є виїмка. Забарвлення коричневого кольорі з темними або сірими відтінками, часто доходячи до майже чорного, оксамитового. очі білуваті, світло-блакитні. Звідси походить назва цих акул.

## Спосіб життя
Тримаються на значних глибинах, є одними з найглибоководніших акул. Трапляються на глибинах до 2700-3700 м. Активні вночі. Живляться костистими рибами, головоногими молюсками.
Це яйцеживородні акули.

## Розповсюдження
Мешкають в Атлантичному та Індійському океанах.

## Види
- Centroscymnus coelolepis  (Barbosa du Bocage & de Brito Capello, 1864)
- Centroscymnus cryptacanthus  Regan, 1906
- Centroscymnus owstonii  Garman, 1906
- Centroscymnus plunketi  (Waite, 1910)